# 김동은 (정치인)
김동은(? ~ )은 조선민주주의인민공화국의 정치인이다. 조선로동당 중앙위원회 후보위원이다. 최고인민회의 제12기 대의원이다.

## 경력
2010년 9월 조선로동당 중앙위원회 후보위원에 선출되었다.

## 최고인민회의 대의원
2003년 8월 최고인민회의 제11기 대의원을 지냈고, 2009년 4월이후 제12기 대의원으로 있다.

## 기타
2011년 12월 김정일 사망 당시에 국가 장의위원회 위원을 맡았다.